# Tetrapterys phlomoides
Tetrapterys phlomoides är en tvåhjärtbladig växtart som först beskrevs av Sprengel, och fick sitt nu gällande namn av Franz Josef Niedenzu. Tetrapterys phlomoides ingår i släktet Tetrapterys och familjen Malpighiaceae. Inga underarter finns listade i Catalogue of Life.

## Bildgalleri

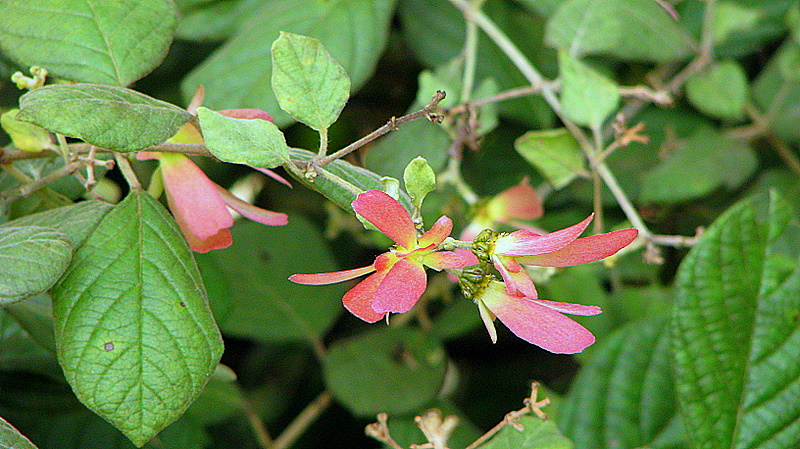
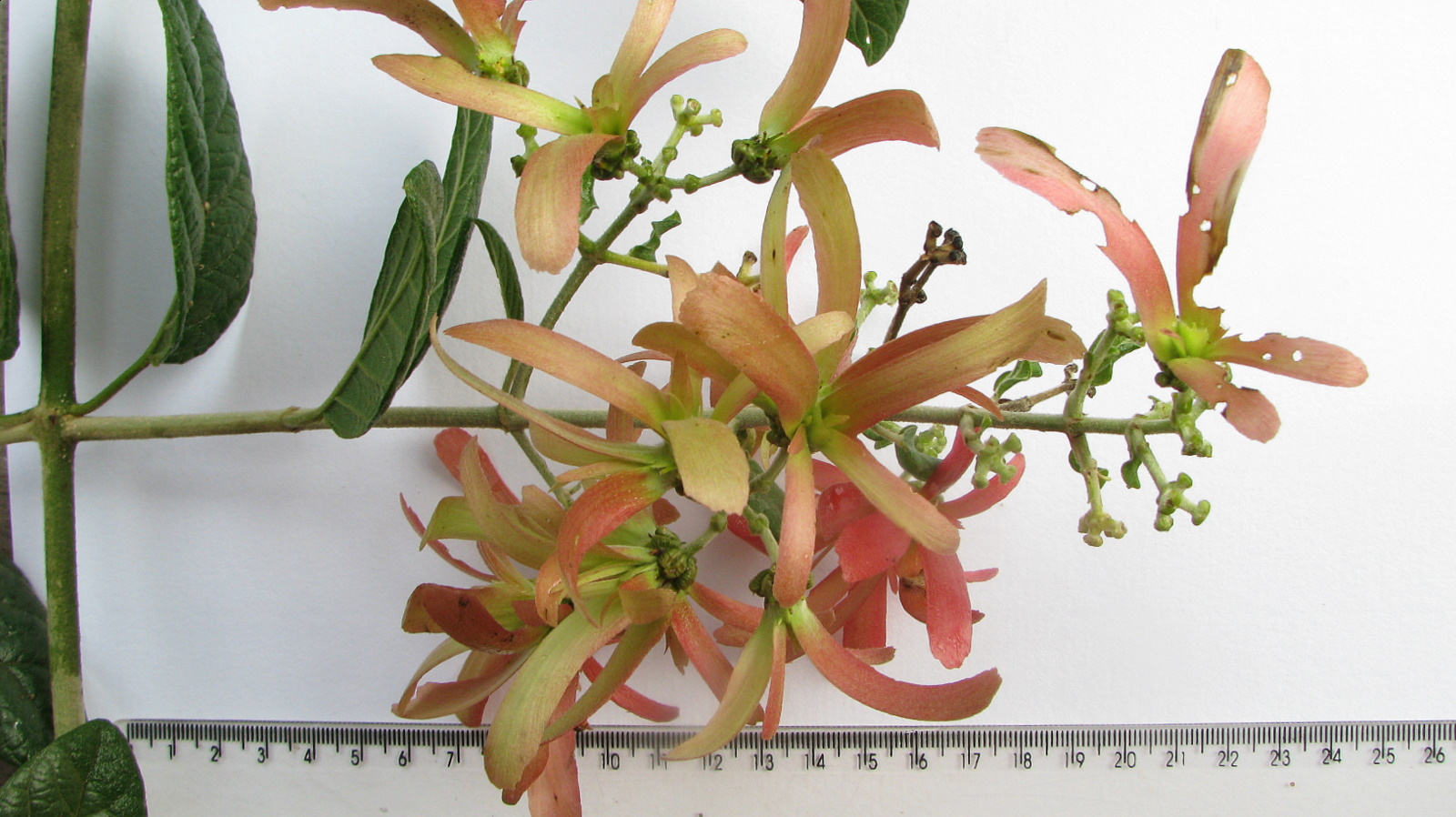
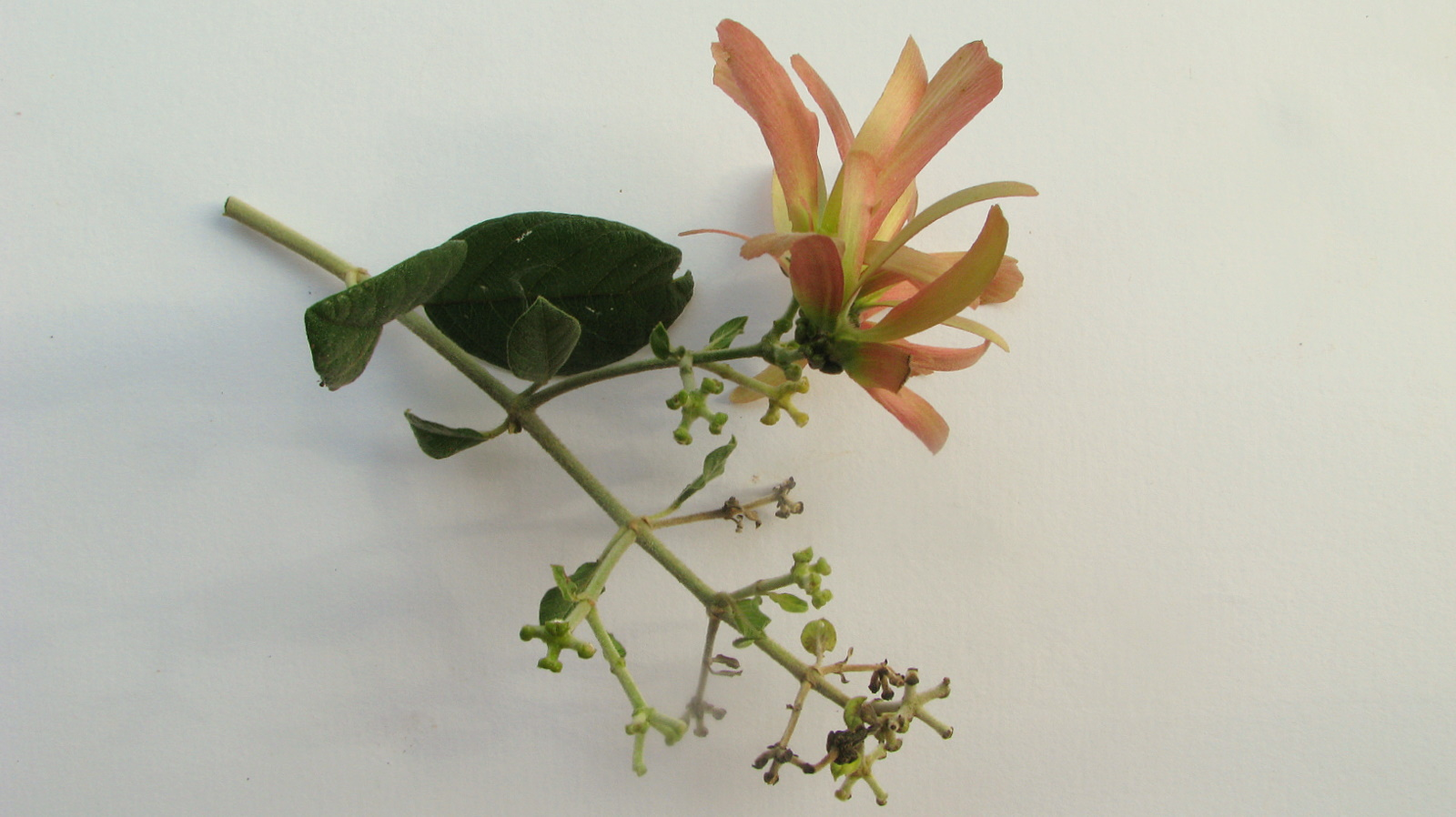
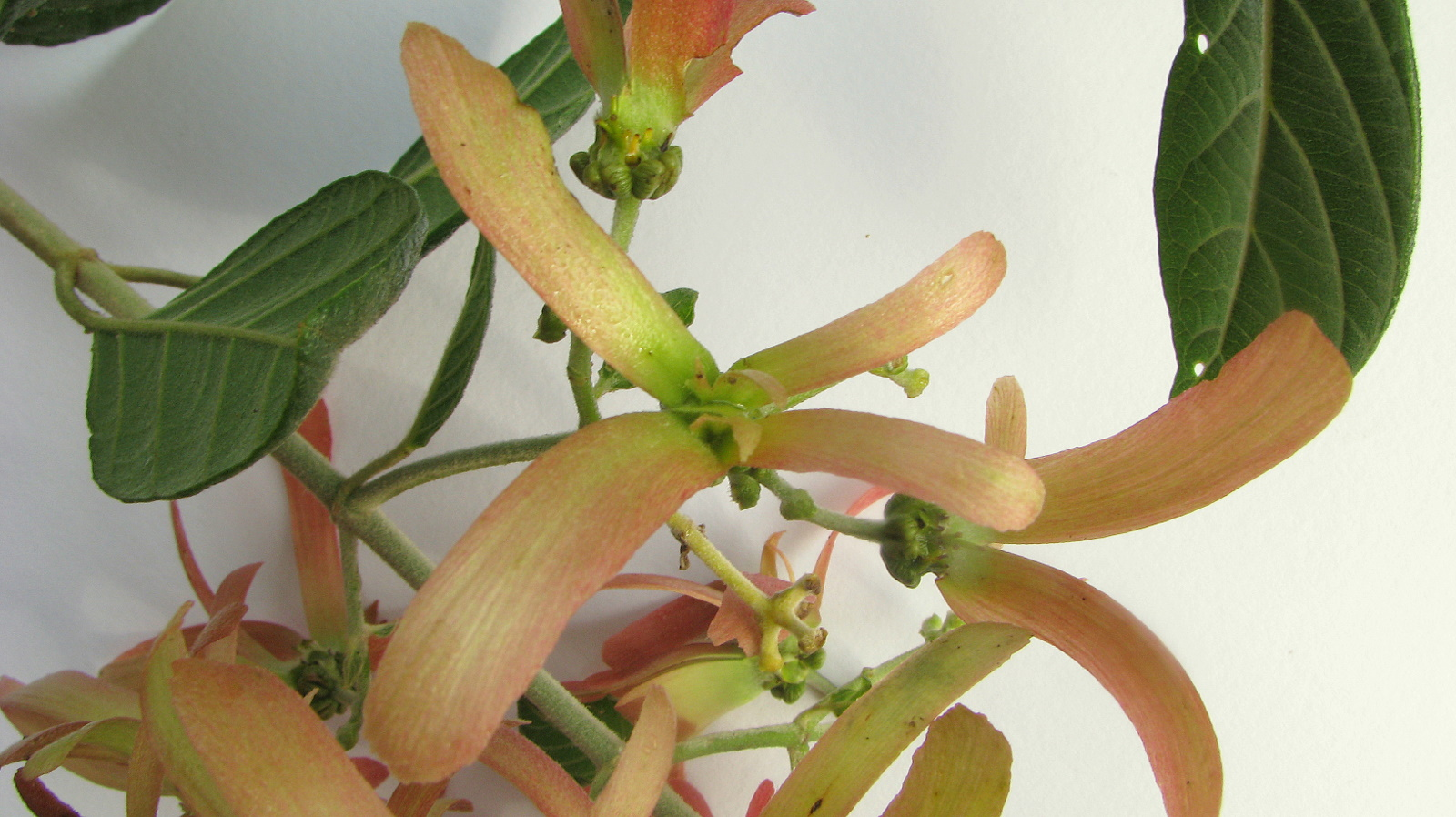